# Cadulus propinquus
Cadulus propinquus är en blötdjursart som beskrevs av Georg Ossian Sars 1878. Cadulus propinquus ingår i släktet Cadulus och familjen Gadilidae. Arten är reproducerande i Sverige. Inga underarter finns listade i Catalogue of Life.